# 牧野巽
牧野 巽（まきの たつみ、1905年2月10日 - 1974年11月3日）は、日本の社会学者、東京大学名誉教授。中国の家族を専門とした。

## 経歴
出生から修学期
1905年、牧野謙次郎の長男として東京で生まれた。東京帝国大学文学部に入学し、社会学科で戸田貞三に師事した。同門の弟弟子には清水幾太郎がいた。牧野巽は清水幾太郎を弟と思い、清水幾太郎は牧野巽を兄と思い親しくしていた。1929年に卒業。
社会学研究者として
1929年4月、母校の東京帝国大学社会学研究室副手に就いた（〜1930年4月）。翌1930年、東方文化学院研究所所員になった。その後、東京高等師範学校教授。
戦後
1947年、『儀礼及び礼記に於ける家族と宗教』を東京帝国大学に提出して文学博士号を取得。1949年、東京大学教育学部教授となり、教育社会学を担当した。竹内洋によると、当時の東大教育学部では左翼イデオロギーが濃厚であったという。1954年「教育の政治的中立の確保に関する臨時措置法」、1958年の警察官職務執行法改正、1960年日米安保条約改定の際には、教授会名で反対声明決議が提案されたが、長老教授から異論が提出され、有志による反対声明に切り替えられたが、竹内は、その異論した長老教授とは牧野であるとしている。竹内によると、牧野の東京大学教育学部時代の教え子で教育社会学講座の助手だった潮木守一は、教授会声明が教授会有志の声明になったのは牧野のせいだと嫌味を言われたという。1965年に東京大学を定年退官し、名誉教授となった。
その後は大阪大学教授を務め、1968年からは早稲田大学教授として教鞭を執った。1974年に死去。墓所は染井霊園にある。

## 家族・親族
- 父：牧野謙次郎は漢学者。早稲田大学教授。

## 著作
著書
- 『支那家族研究』生活社 1944
- 『近世中国宗族研究』日光書院 1949
- 『社会的教育論』福村出版 1971

著作集
- 『牧野巽著作集』(全7巻) 御茶の水書房　1979-1985

1. 第1巻 『中国家族研究』1979
2. 第2巻 『中国家族研究』1979-80
3. 第3巻 『近世中国宗族研究』1980
4. 第4巻 『雲南民族史研究.東亜米作民族研究』1985
5. 第5巻 『中国の移住伝説.広東原住民族考』1985
6. 第6巻 『中国社会史の諸問題』1985
7. 第7巻 『家族論・書評他』1985

共編著
- 『社会学概論』岡田謙共著、金子書房 1948
- 『現代社会学』編、誠信書房 1957

訳書
- 『社会学入門』セレスタン・ブーグレ（英語版）著、本田喜代治共訳、刀江書院 1929
- 『シャン民俗誌』マリ・ルイーズ・ミルン（英語版）著、佐藤利子共訳、生活社 1944

## 回想
- 『東方学回想 Ⅸ　先学を語る 6』刀水書房 2000 - 弟子等の座談での回想